# Pro Pinball: Big Race USA
Pro Big Race USA ist ein 1998 erschienenes Computerspiel, es enthält einen Flippertisch. Es wurde von Cunning Development entwickelt und von Empire Interactive veröffentlicht. Es ist das dritte Spiel der Pro-Pinball-Serie.

## Spielthema

### Grundprinzip
Der Spieler befindet sich in der Rolle eines Taxis, das an einem Autorennen in San Francisco teilnehmen möchte, und daher von New York nach San Francisco fährt. Dazu gibt es zwei Spiel-Modi, At the City und On the Road.

### Normale Spielmodi
Dies sind die Modi, die im Normalfall verfügbar sind, ohne dass der Spieler sie auf spezielle Weise freischalten muss.

#### At the City
Hier befindet sich der Spieler in der Stadt. Er muss, bevor er aus der Stadt herausfahren kann, eine Mission lösen, diese muss nicht erfolgreich sein, aber sofern sie erfolgreich ist, bekommt er einen sogenannten Big-Race Booster, der ihm, wenn er in San Francisco angekommen ist, bei dem Rennen hilft. Zudem öffnet sich, wenn er eine Rampe dreimal passiert hat, eine Klappe, darunter sitzt ein Modellauto. Versucht er nun, die Rampe zu treffen, wird die Kugel in dem Loch darunter versenkt und eine Challenge mit dem Auto beginnt, bei Erfolg winkt auch hier ein Big Race Booster. Außerdem kann der Spieler, sofern er es vorher freigeschaltet hat, oben rechts in der Ecke Kugeln in einem Taxi versenken, erreicht er sein Ziel, wird das sogenannte Passenger Frenzy ausgelöst, ein Multiball mit 2–4 Bällen. Ziel ist dabei, alle Rampen und anschließend das Taxi zu treffen, dabei wird der Spieler mit einem Jackpot von bis zu 25 Millionen Punkten belohnt, die Rampen vorher bringen jeweils 5 Millionen Punkte. Sobald der Spieler die Mission erledigt hat, kann der durch das Treffen eines Targets „aus der Stadt hinausfahren“, er wechselt in den Modus On the Road.

#### On the Road
In diesem Modus befindet sich der Spieler „auf der Straße“, also praktisch auf einer Überlandstraße, die ihn in die nächste Stadt bringt. Die Gesamtübersicht sieht er in der Mitte des Spielfeldes, dort ist eine Landkarte zu sehen, wo er sich hinbewegt. Durch Treffen bestimmter Targets wie z. B. den Slingshots wird das Ziel gewechselt, sofern er nicht vorher in der Stadt durch das Kaufen einer Karte explizit sein Ziel gesetzt hat. Der Spieler muss durch Treffen der Targets den Abstand von sich zur nächsten Stadt verringern, sofern dieser null Miles beträgt, kann er durch Treffen eines Targets in den Modus At the City wechseln. Auf der Straße kann er allerdings auch, sofern freigeschaltet, mehrere Modi aktivieren, z. B. die sogenannte Police Chase Frenzy, wo der Spieler sich eine Verfolgungsjagd mit einem Polizeiauto leistet, die er über das Treffen von Zielen mit der Kugel steuern kann. Zudem kann er auch, sofern freigeschaltet, die Video-Mode aktivieren, schließt er diese erfolgreich ab, gelangt er ebenfalls in die nächste Stadt, kommt also wieder in die Modi At the City.

### Spezielle Modi
Neben den normalen Modi gibt es auch noch andere, die speziell aktiviert werden müssen, und dem Spieler z. B. eine starke Steigerung der Punktzahl ermöglichen.

#### Passenger Frenzy
Passenger Frenzy ist ein Modus, den der Spieler in der Stadt aktivieren kann, was ihm einen Multiball von 2–4 Kugeln ermöglicht. Das Vervollständigen des Super Jackpots (nur bei 4 Kugeln möglich) bringt dem Spieler dabei ein Fragment, das für das Very Big Race benötigt wird.

#### Police Chase Frenzy
Ebenfalls ein Ziel, was man zum Erreichen des Very Big Race benötigt, ein Multiball mit 3 Kugeln, das Ziel was einem den Jackpot bringt, ist vier Mal zu treffen.

#### Video Mode
Die Video Mode kann es dem Spieler ermöglichen, direkt in die nächste Stadt zu kommen, oder sogar einen Extra Ball zu erringen, sie besteht in diesem Spiel darin, dass sich das Taxi auf der Straße befindet, es ist nach rechts und links steuerbar, und das Ziel ist es, möglichst viele Autos von der Straße zu schieben, ohne selbst von derselbigen geschoben zu werden. Nach den ersten zehn Autos folgt das besonders hartnäckige Polizeiauto, schafft man das, kann man zusätzlichen nach demselben Prinzip einen Extra Ball bekommen: Man muss das Symbol von der Straße schieben.

### Besonderheiten des Flippers
Anderes als bei den anderen Flippern der Pro-Pinball-Serie gibt es hier noch eine Art zweiten Punktestand, das Taxi kann sich Geld verdienen. Außerdem gibt es einen sogenannten Head to Head Modus, bei dem können sich zwei Spieler online ein Duell liefern. Zwar ist der Server dafür mittlerweile nicht mehr erreichbar, man kann den Modus allerdings noch gegen einen Computer spielen. Im Gegensatz zum Vorgänger Timeshock! hat es allerdings zusätzliche Optionen, so lässt sich z. B. der Winkel des Tisches oder die Stärke der Flipper verstellen. Zudem gibt es bei Big Race USA auch graphische Neuerungen, so wurde z. B. die Textur der Kugel geändert, dadurch kann man nun sehen, wie sich die Kugel dreht. Außerdem gibt es hier auch die Möglichkeit, die Kugel gegen das virtuelle Flipperglas zu schlagen, es entsteht zwar keine Sichtbare Wirkung, aber es lässt sich ein dazu passendes Geräusch vernehmen.

#### Airbag
Auch neu ist der Airbag, wird er aktiviert, hebt er sich aus dem Spielfeld, un verhindert, das die Kugel zwischen den beiden Flippern aus dem Spiel geht, sofern diese gerade nicht oben sind. Allerdings kann die Kugel jederzeit über die Outlanes verloren gehen.

#### Head to Head
Die Head to head Challenge ist eine Spezialform diese Flippers, sie war online Spielbar (die Server wurden abgeschaltet), ist aber noch gegen den Computer spielbar. Sie ist komplett vom normalen Spiel abgetrennt, dort liefern sich zwei Spieler ein Duell. So müssen z. B. in allen drei Runden verschiedene Ziele getroffen werden, dort gibt es drei Zustände, die durch farbige Pfeile dargestellt werden. Gelb bedeutet neutral, rot heißt, der Gegner (der nicht sichtbar ist), hat das Ziel getroffen, und grün heißt, man selber hat das Ziel getroffen. Jeder grüne Pfeil bringt einem selbst Punkte, jeder rote dem Gegner. Um einen roten Pfeil für sich gewinnen zu können, muss man das Ziel also zweimal treffen, zuerst zum „neutralisieren“, dann um es für sich zu gewinnen.

#### Spezielle Spielelemente
Der Flipper hat auch spezielle Spielelemente, die übliche Flipper normalerweise nicht enthalten, sondern die man so gut wie nur in diesem Flipper findet.

##### MagnoCharger
Der MagnoCharger ist eine Funktion, die sofern sie aktiviert ist, das Schießen einer Rampe um einiges leichter macht, denn wenn die Funktion ausgelöst wird, wird die Kugel von einem Magneten die recht steile und somit sonst schwer erreichbare Rampe einfach hochgezogen.

##### Open the Trunk
Die Funktion Open the Trunk ist eine Einrichtung auf dem Spielfeld, die es dem Spieler ermöglicht, sofern er sie trifft, zu überlegen, ob er eine vorher bekannte Anzahl an Dollars haben möchte (nicht echte, sondern diese werden auf dem Taxameter auf dem Spielfeld addiert), oder ob er den „Trunk“, also den Kofferraum des Autos öffnen möchte. In dem Fall enthält er verschiedene „Gewinne“, z. B. eine Anzahl von Punkten, Dollars, oder auch einen Multiball.

## Rezeption
Das Spiel erhielt im Schnitt mittelmäßige Wertungen. IGN kritisierte den hohen Preis für einen einzelnen Flippertisch und fehlende Innovation. In einem GameSpot-Review aus dem Jahr 2000 wurden hingegen Grafik und Simulationstiefe gelobt. So sei es sogar möglich auf Automaten in unterschiedlichem physischem Zustand, wie etwa Fabrikneu oder in die Jahre gekommen, zu spielen. PC Player kritisierte die Musik und das nur ein Tisch vorhanden ist. Gelobt wurden hingegen die Grafik und der Multiplayer.

„Es macht einfach riesig Spaß, dem Gegner einen Ball nach dem anderen zu servieren, bevor man mit einem gekonnten Schuß den Sack zumacht.“